# Salses-le-Château
Pour la commune de la Lozère, voir Les Salces.
Salses-le-Château  est une commune française, située dans le nord-est du département des Pyrénées-Orientales en région Occitanie. Ses habitants sont appelés les Salséens. Sur le plan historique et culturel, la commune est dans le Roussillon, une ancienne province du royaume de France, qui a existé de 1659 jusqu'en 1790 et qui recouvrait les trois vigueries du Roussillon, du Conflent et de Cerdagne.
Exposée à un climat méditerranéen, elle est drainée par divers petits cours d'eau. La commune possède un patrimoine naturel remarquable : quatre sites Natura 2000 (le « château de Salses », le « complexe lagunaire de Salses », les « Basses Corbières » et le « complexe lagunaire de Salses-Leucate »), deux espaces protégés (l'« étang de Salses » et l'étang de Salses-Leucate) et sept zones naturelles d'intérêt écologique, faunistique et floristique.
Salses-le-Château est une commune rurale et littorale qui compte 3 888 habitants en 2022, après avoir connu une forte hausse de la population depuis 1962. Elle est dans l'unité urbaine de Salses-le-Château et fait partie de l'aire d'attraction de Perpignan. Ses habitants sont appelés les Salséens ou  Salséennes.

## Géographie

### Localisation
La commune de Salses-le-Château se trouve dans le département des Pyrénées-Orientales, en région Occitanie.
Elle se situe à 15 km à vol d'oiseau de Perpignan, préfecture du département, et à 8 km de Rivesaltes, bureau centralisateur du canton de la Vallée de l'Agly dont dépend la commune depuis 2015 pour les élections départementales.
La commune fait en outre partie du bassin de vie de Saint-Laurent-de-la-Salanque.
Les communes les plus proches sont : 
Opoul-Périllos (5,5 km), Saint-Hippolyte (6,7 km), Rivesaltes (8,0 km), Fitou (8,3 km), Claira (8,6 km), Saint-Laurent-de-la-Salanque (8,8 km), Espira-de-l'Agly (9,2 km), Pia (9,8 km).
Sur le plan historique et culturel, Salses-le-Château fait partie des Corbières maritimes et de l'ancienne province du royaume de France, le Roussillon, qui a existé de 1659, date du traité des Pyrénées qui délimita la frontière avec le royaume de France, comme en témoigne le château, forteresse la plus septentrionale des rois de Majorque, jusqu'à la création du département des Pyrénées-Orientales en 1790. Un monument sous forme de sculpture moderne, la Porte des Pays catalans, a d'ailleurs été érigé environ 2 km au nord de l'aire d'autoroute du Château de Salses,.
Salses est considérée comme la limite nord du catalan.

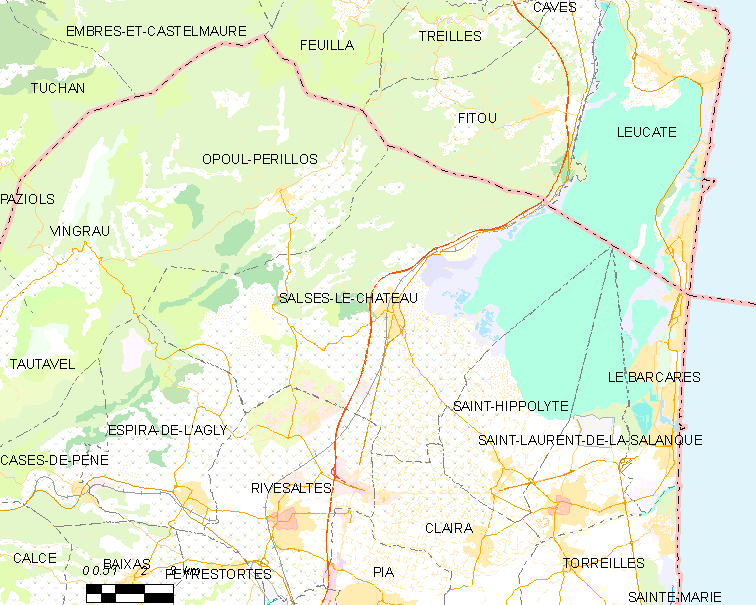
Carte de la commune.

| Opoul-Périllos               | Fitou, Leucate (Aude) | Le Barcarès, Saint-Laurent-de-la-Salanque (par un quinquepoint) |
| Vingrau                      | Salses-le-Château     | Saint-Hippolyte                                                 |
| Espira-de-l'Agly, Rivesaltes | Claira                |                                                                 |

### Géologie et relief

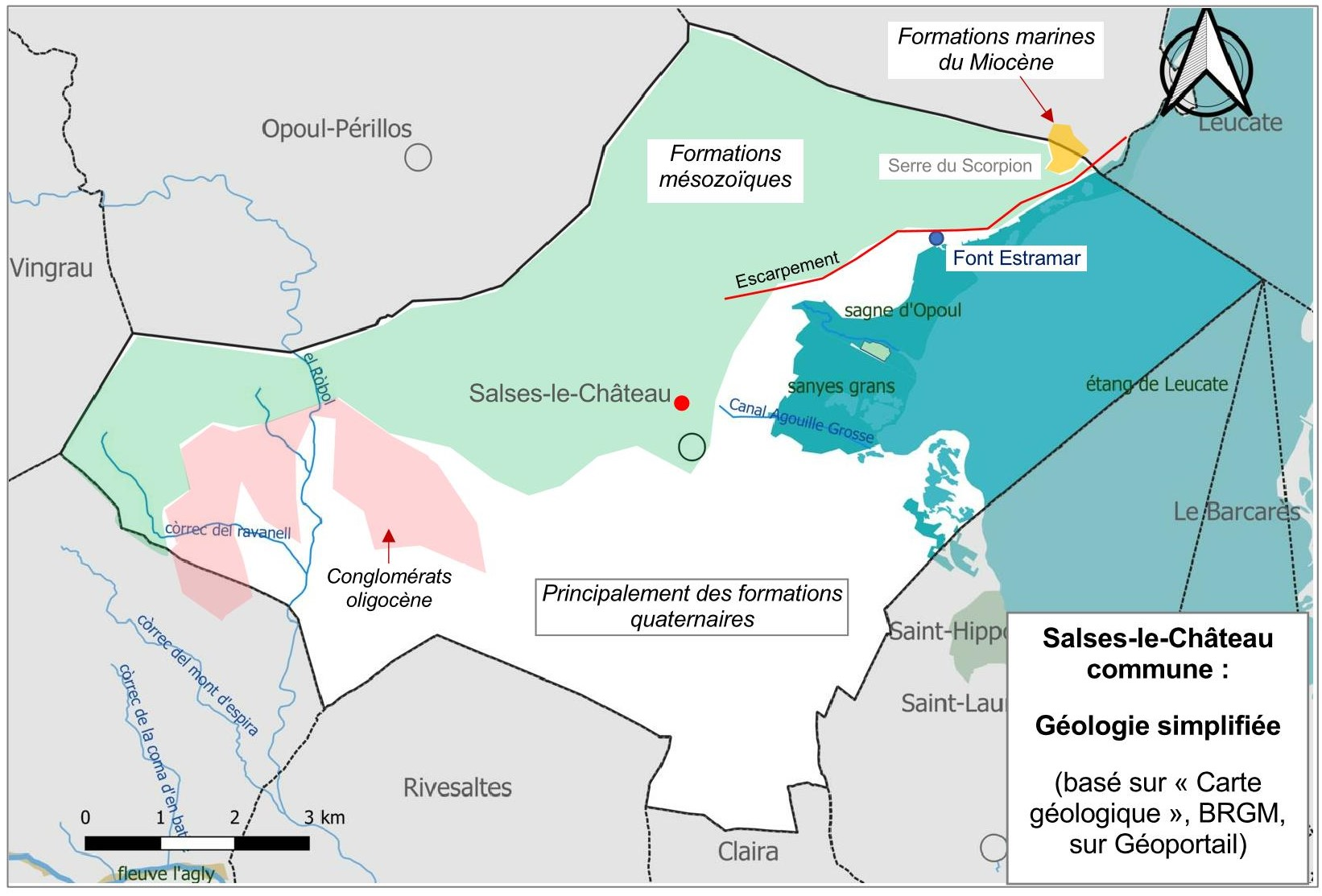

La commune traverse une ligne, contrôlée par la faille de la Têt (ou de Prades), entre le massif des Corbières (au nord-ouest) et le bassin du Roussillon (au sud-est),.
L'altitude de la commune varie entre 0 et 354 mètres.

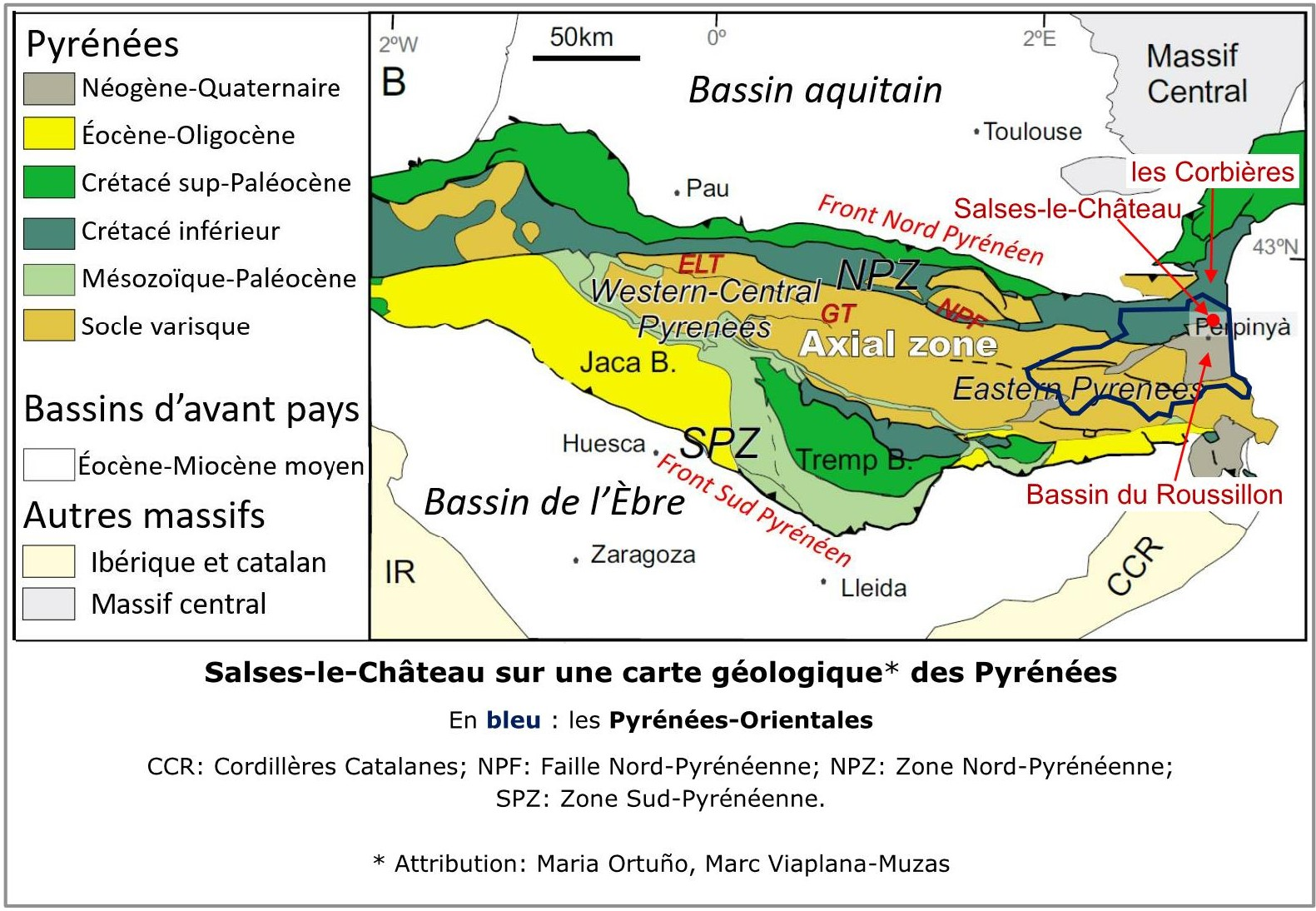
Salses-le-château sur une carte géologique des Pyrénées

Des formations mésozoïques (Jurassique supérieur et Crétacé inférieur-moyen) sont situées dans la zone Corbières de la commune. Ces formations sont principalement des calcaires, plus des marnes et des argiles schisteuses. Ces formations ont été mises en place dans une période allant d'environ 150 à 100 millions d'années. Ces formations ont été très plissées et faillées, notamment lors de l'orogenèse pyrénéenne, c'est-à-dire la période de formation des montagnes où la plaque tectonique ibérique, au sud, est entrée en collision avec la plaque européenne, au nord, créant ainsi la chaîne de montagnes des Pyrénées, il y a environ 70 à 30 millions d'années.
La partie sud-ouest de cette zone est plutôt vallonnée. La partie nord-est est un plateau qui s'élève à un peu plus de 200 mètres. Une grande partie de cette zone est un paysage karstique avec des zones de lapiaz.
Une carrière dans une formation du Crétacé inférieur de cette zone est située à environ trois kilomètres à l'ouest de Salses. L'entreprise Sablière de la Salanque y extrait chaque année une grande quantité de roche massive calcaire,.

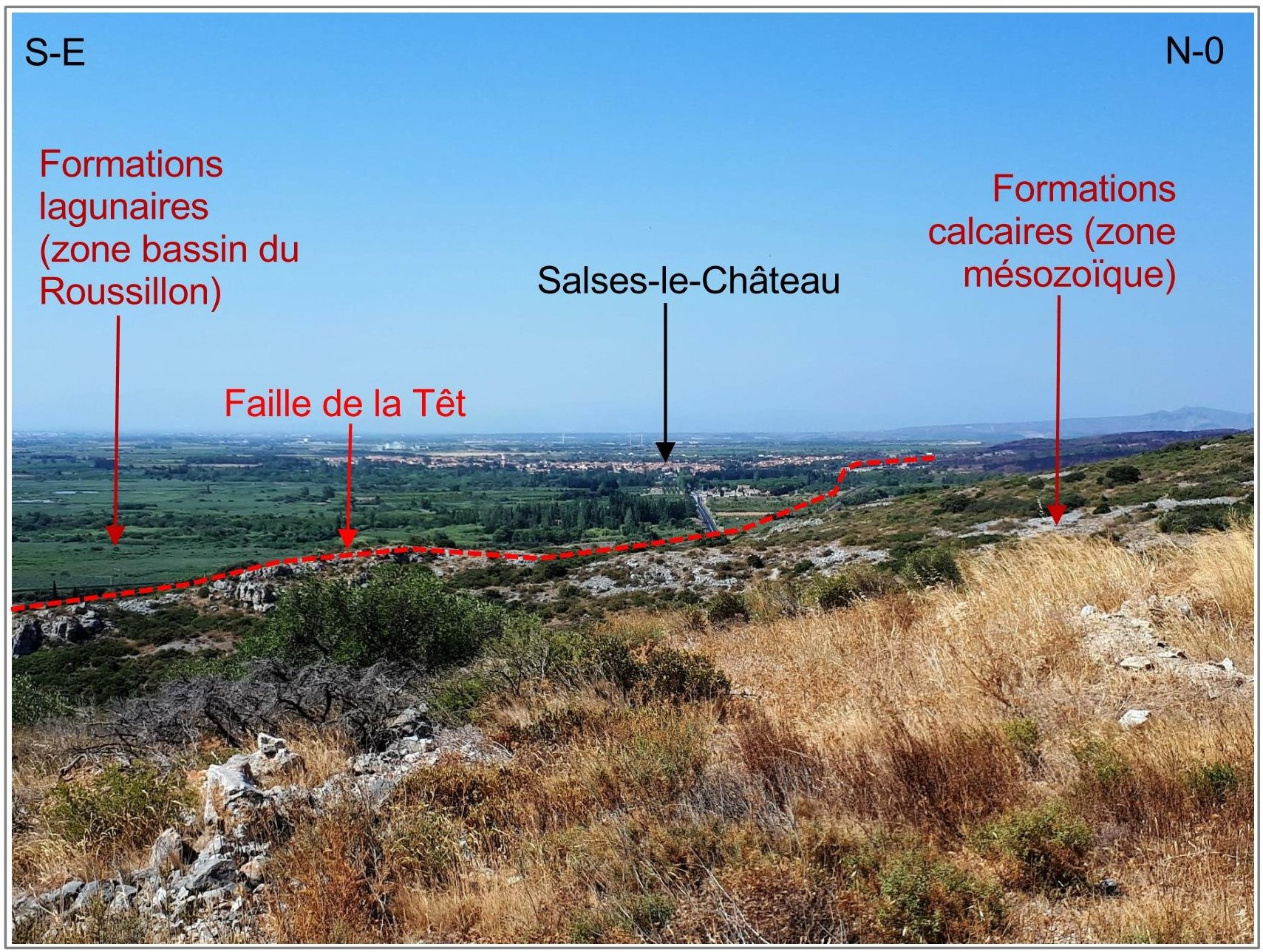
Aspects de la géologie de la commune de Salses-le-Château

La zone de la commune située dans le bassin du Roussillon est constituée en grande partie d'alluvions et de dépôts lagunaires du Quaternaire, géologiquement très récents. Le paysage y est essentiellement plat et proche du niveau de la mer. Cependant, dans un coin ouest de la commune, des conglomérats grossiers vieux d'environ 25 millions d'années (Oligocène-Miocène) se trouvent de part et d'autre de la vallée du Ròbol, dans un paysage de collines complexes qui s'élèvent à une altitude de près de 150 mètres. Comme la « brèche de Thuir » à Castelnou, ils étaient probablement associés aux mouvements tectoniques qui ont provoqué l'ouverture du bassin de Roussillon et qui auraient déstabilisé les versants voisins.
L'escarpement impressionnant des Corbières qui s'étend vers le nord-est depuis le nord du château de Salses, le long de la faille de la Têt, avec l'autoroute A9 et l'étang de Salses juste en dessous, est un élément ancien du paysage qui a été enterré et exhumé à plusieurs reprises entre le Miocène et l'Holocène. Un vestige des dépôts marins du Miocène moyen (c 15Ma) qui recouvraient l'escarpement est situé sur la Serre du Scorpion, à l'extrémité orientale de la commune. L'escarpement a servi de ligne de falaise côtière à diverses époques du passé géologique plus récent,.

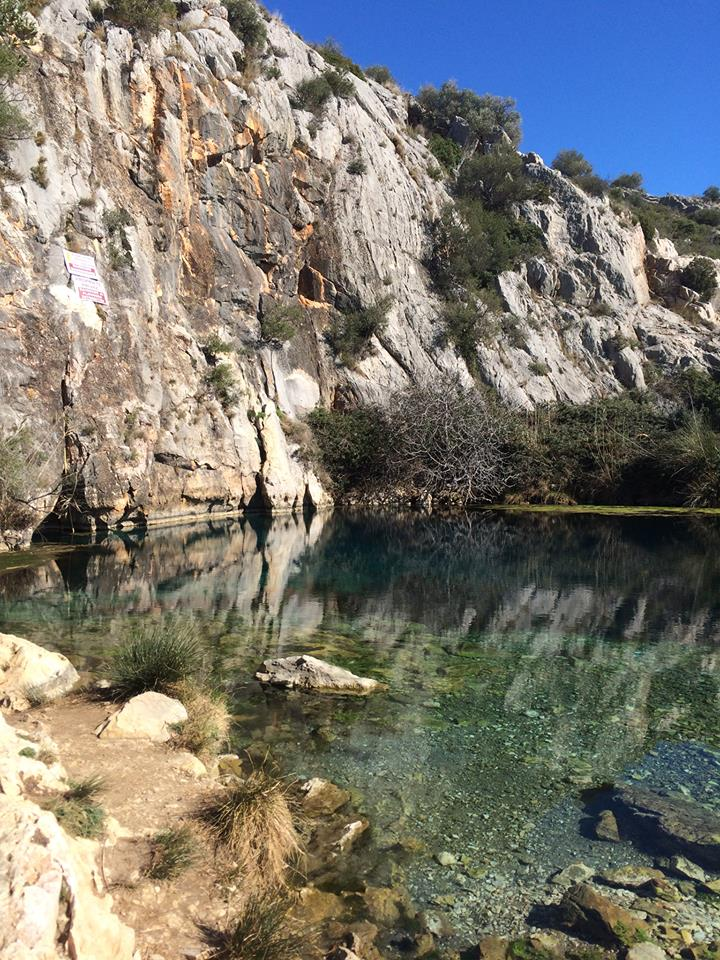
Font Estramar

Au pied de l'escarpement se trouve Font Estramar, la principale résurgence des Corbières méridionales, remarquée pour son système karstique souterrain extrêmement profond.
La surface du vaste plateau karstique qui s'étend au-dessus et au nord-ouest de l'escarpement à une altitude d'environ 200 mètres recoupe les couches et les structures des formations mésozoïques qui affleurent ici. Ce plateau est un pédiment qui est séparé des terrains plus élevés au nord-ouest (sur des formations géologiques similaires) par un escarpement tectonique qui s'étend au nord-est d'Opoul-Périllos. Il semble que la topographie d'une grande partie de ce plateau (dit « Miocène surface P1 ») ait peu changé depuis environ 10 millions d'années ou plus.
La commune est classée en zone de sismicité 3, correspondant à une sismicité modérée.

### Hydrographie
La commune borde l'étang de Salses.
Le village est traversé par le Còrrec de Santa Coloma.

### Climat
Pour des articles plus généraux, voir Climat de l'Occitanie et Climat des Pyrénées-Orientales.
En 2010, le climat de la commune est de type climat méditerranéen franc, selon une étude du CNRS s'appuyant sur une série de données couvrant la période 1971-2000. En 2020, Météo-France publie une typologie des climats de la France métropolitaine dans laquelle la commune est exposée à un climat méditerranéen et est dans la région climatique Provence, Languedoc-Roussillon, caractérisée par une pluviométrie faible en été, un très bon ensoleillement (2 600 h/an), un été chaud (21,5 °C), un air très sec en été, sec en toutes saisons, des vents forts (fréquence de 40 à 50 % de vents > 5 m/s) et peu de brouillards.
Pour la période 1971-2000, la température annuelle moyenne est de 15,3 °C, avec une amplitude thermique annuelle de 15,5 °C. Le cumul annuel moyen de précipitations est de 586 mm, avec 5,1 jours de précipitations en janvier et 2,6 jours en juillet. Pour la période 1991-2020, la température moyenne annuelle observée sur la station météorologique la plus proche, située sur la commune de Fitou à 8 km à vol d'oiseau, est de 17,3 °C et le cumul annuel moyen de précipitations est de 558,8 mm,. Pour l'avenir, les paramètres climatiques de la commune estimés pour 2050 selon différents scénarios d’émission de gaz à effet de serre sont consultables sur un site dédié publié par Météo-France en novembre 2022.

### Milieux naturels et biodiversité

#### Espaces protégés
La protection réglementaire est le mode d’intervention le plus fort pour préserver des espaces naturels remarquables et leur biodiversité associée,.
Deux espaces protégés sont présents sur la commune : 
- l'« étang de Salses », un terrain acquis par le Conservatoire du littoral, d'une superficie de 87,8 ha[26],[27] ;
- l'étang de Salses-Leucate, une zone humide protégée par la convention de Ramsar, d'une superficie de 7 628,1 ha[28].

#### Réseau Natura 2000

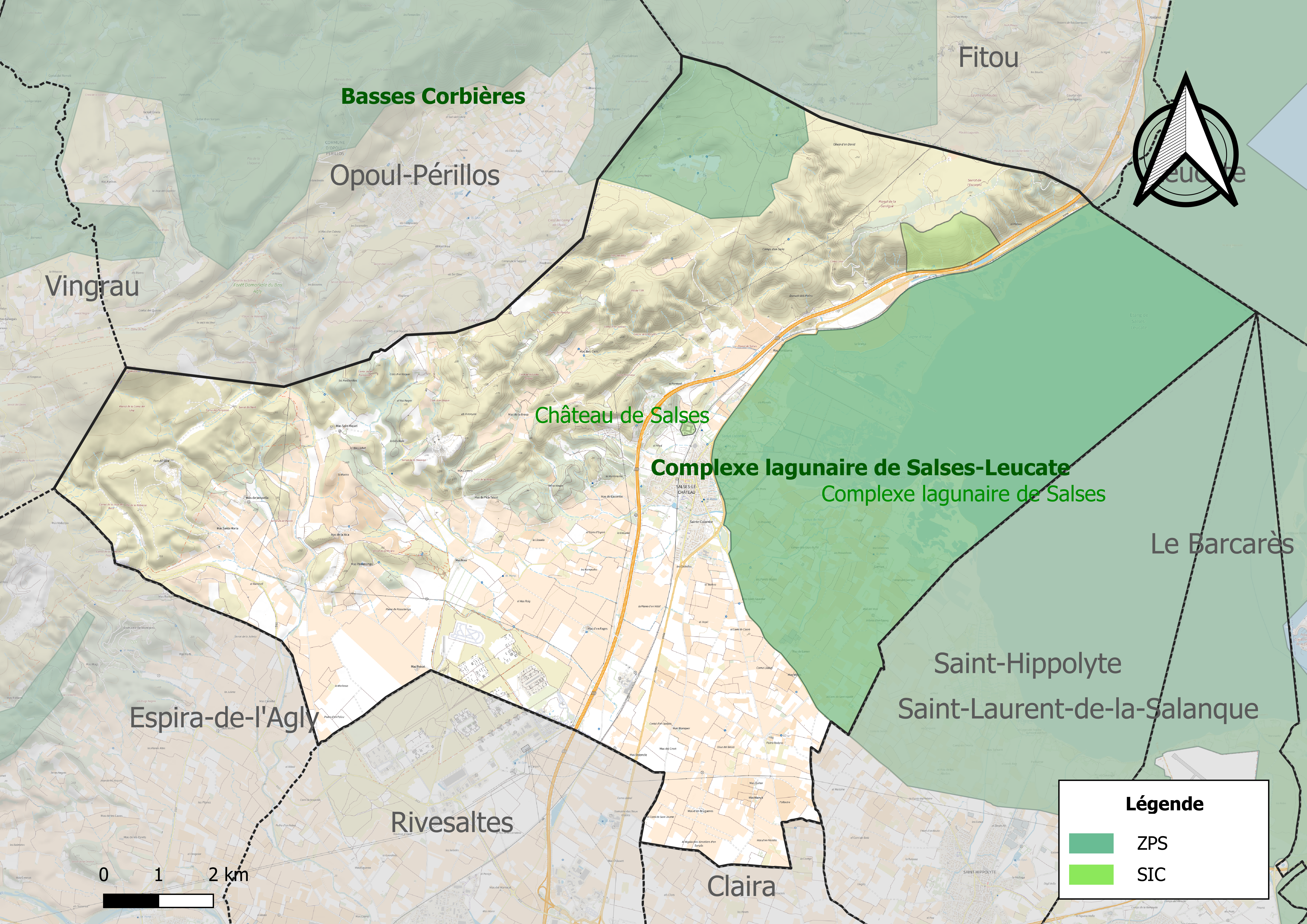
Sites Natura 2000 sur le territoire communal.

Le réseau Natura 2000 est un réseau écologique européen de sites naturels d'intérêt écologique élaboré à partir des directives habitats et oiseaux, constitué de zones spéciales de conservation (ZSC) et de zones de protection spéciale (ZPS).
Deux sites Natura 2000 ont été définis sur la commune au titre de la directive habitats : 
- le « château de Salses », d'une superficie de 3 ha, abrite de nombreuses espèces patrimoniales : grand rhinolophe, murin à oreilles échancrées, petit murin, murin de Capaccini et minioptère de Schreibers[31] ;
- le « complexe lagunaire de Salses », d'une superficie de 7 818 ha, une zone littorale associant des milieux dunaires caractéristiques du littoral roussillonnais et des milieux humides littoraux. Elle comporte plusieurs bassins différemment alimentés en eau ce qui favorise l'installation de formations végétales très variées, tant aquatiques, herbiers de Zostère naine, tapis de charas, que palustres, sansouires, roselières, scirpes, jonçaies[32] ;

et  au titre de la directive oiseaux
- les « basses Corbières », d'une superficie de 29 495 ha, sont un site important pour la conservation des rapaces : l'Aigle de Bonelli, l’'Aigle royal, le 'Grand-duc d’Europe, le 'Circaète Jean-le-Blanc, le 'Faucon pèlerin, le 'Busard cendré, l’'Aigle botté[33] ;
- le « complexe lagunaire de Salses-Leucate », d'une superficie de 7 701 ha, comprend un ensemble de zones humides périphériques plus ou moins salées (sansouires, roselières) et plusieurs îlots suffisamment isolés et quelques espaces dunaires qui constituent des espaces de grand intérêt pour la nidification de diverses espèces de grand intérêt patrimonial (Butor étoilé, Sterne naine...)[34].

#### Zones naturelles d'intérêt écologique, faunistique et floristique
L’inventaire des zones naturelles d'intérêt écologique, faunistique et floristique (ZNIEFF) a pour objectif de réaliser une couverture des zones les plus intéressantes sur le plan écologique, essentiellement dans la perspective d’améliorer la connaissance du patrimoine naturel national et de fournir aux différents décideurs un outil d’aide à la prise en compte de l’environnement dans l’aménagement du territoire.
Cinq ZNIEFF de type 1 sont recensées sur la commune :
- les « camp militaire du Maréchal Joffre » (609 ha), couvrant 2 communes du département[36] ;
- l'« étang de Salses-Leucate » (4 964 ha), couvrant 6 communes dont deux dans l'Aude et quatre dans les Pyrénées-Orientales[37] ;
- le « fort de Salses » (3 ha)[38] ;
- les « garrigues de Fitou et de Salses-le-château » (5 457 ha), couvrant 5 communes dont trois dans l'Aude et deux dans les Pyrénées-Orientales[39] ;
- les « sagnes d'Opoul et del Dévès » (638 ha), couvrant 2 communes du département[40] ;

et deux ZNIEFF de type 2, : 
- le « complexe lagunaire de Salses- Leucate » (7 769 ha), couvrant 6 communes dont deux dans l'Aude et quatre dans les Pyrénées-Orientales[41] ;
- les « Corbières orientales » (30 263 ha), couvrant 19 communes dont 12 dans l'Aude et sept dans les Pyrénées-Orientales[42].

Carte des ZNIEFF de type 1 et 2 à Salses-le-Château.
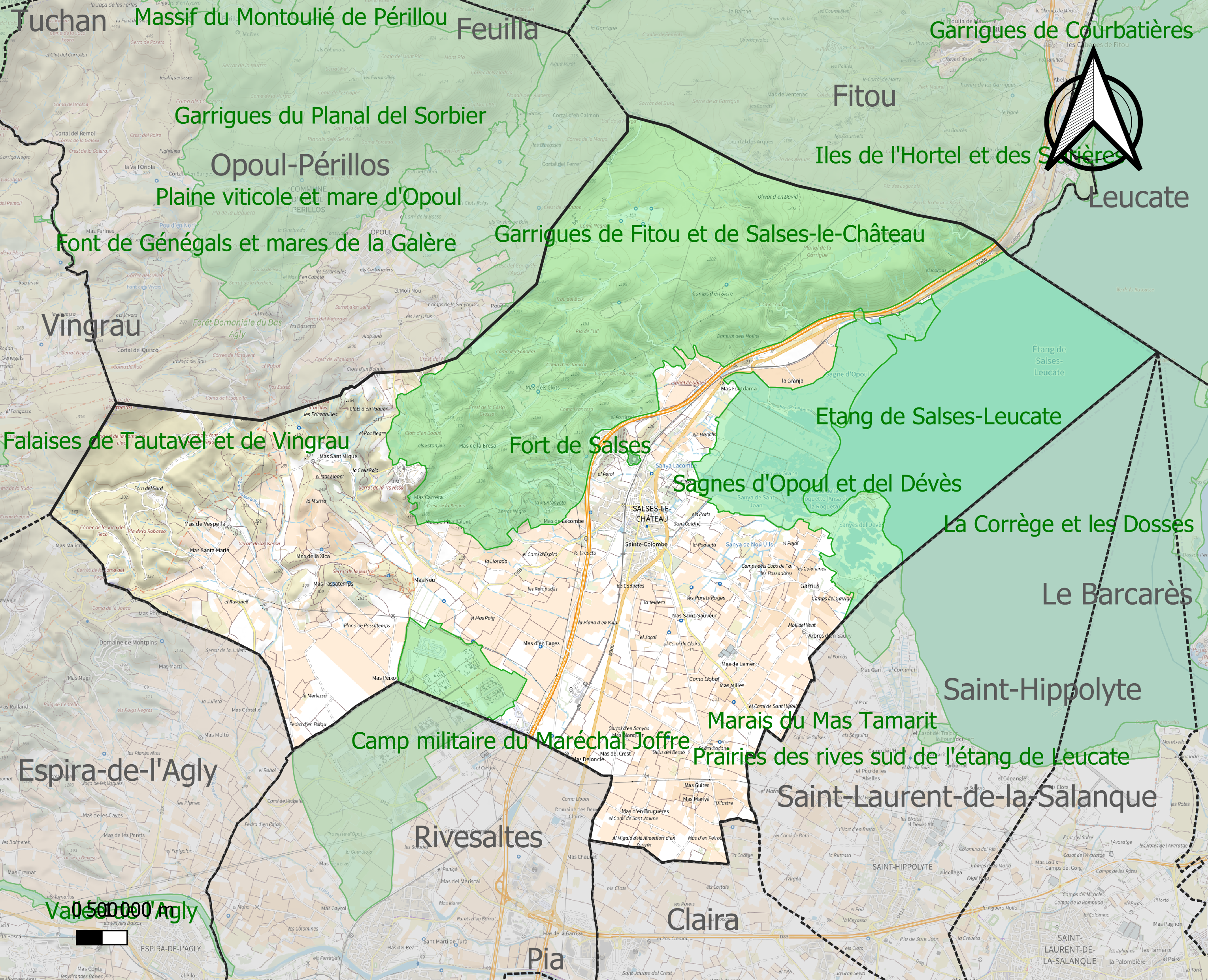
Carte des ZNIEFF de type 1 sur la commune.
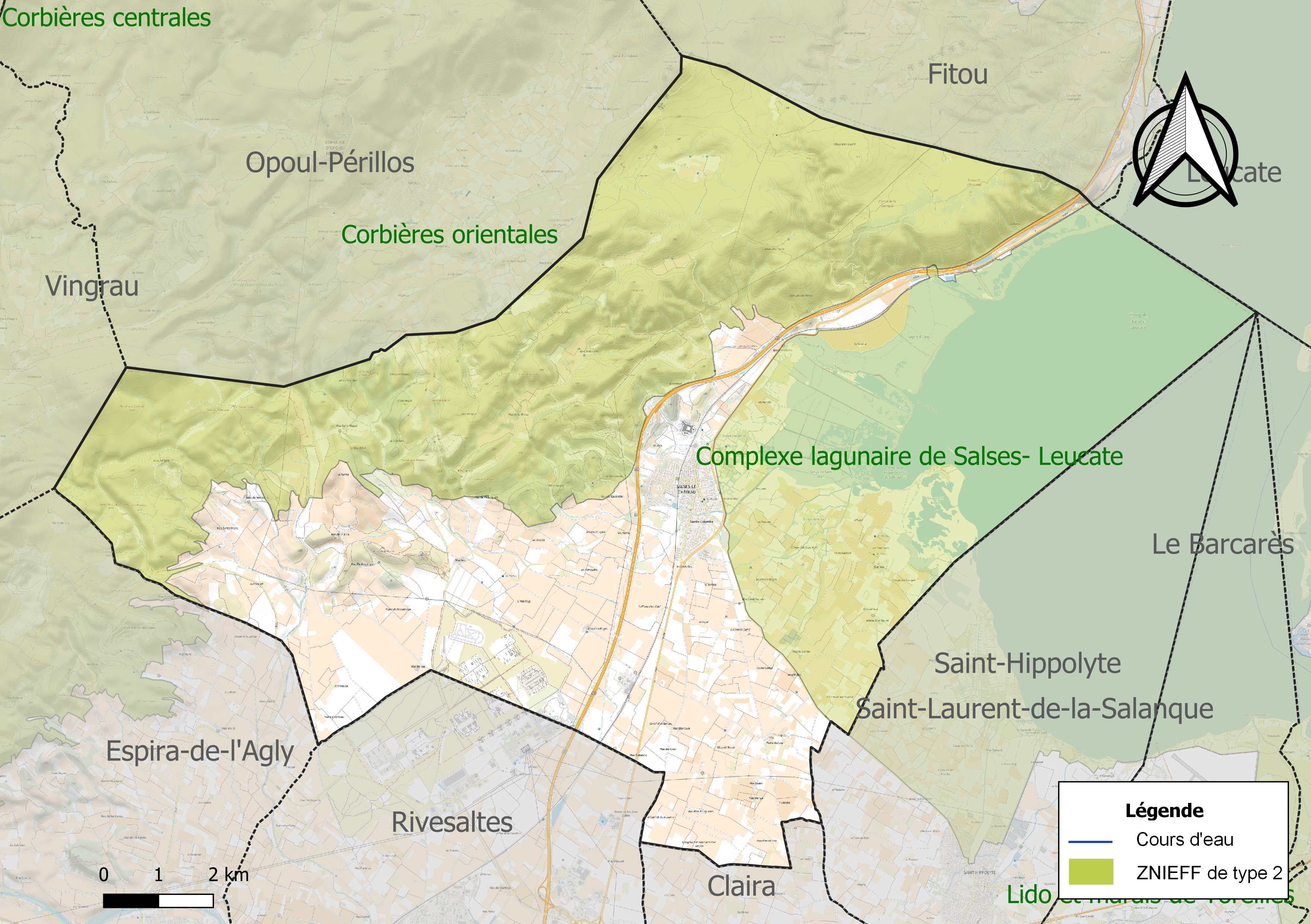
Carte des ZNIEFF de type 2 sur la commune.

## Urbanisme

### Typologie
Au 1er janvier 2024, Salses-le-Château est catégorisée bourg rural, selon la nouvelle grille communale de densité à sept niveaux définie par l'Insee en 2022.
Elle appartient à l'unité urbaine de Salses-le-Château, une unité urbaine monocommunale constituant une ville isolée,. Par ailleurs la commune fait partie de l'aire d'attraction de Perpignan, dont elle est une commune de la couronne,. Cette aire, qui regroupe 118 communes, est catégorisée dans les aires de 200 000 à moins de 700 000 habitants,.
La commune, bordée par la mer Méditerranée, est également une commune littorale au sens de la loi du 3 janvier 1986, dite loi littoral. Des dispositions spécifiques d’urbanisme s’y appliquent dès lors afin de préserver les espaces naturels, les sites, les paysages et l’équilibre écologique du littoral, tel le principe d'inconstructibilité, en dehors des espaces urbanisés, sur la bande littorale des 100 mètres, ou plus si le plan local d’urbanisme le prévoit.

### Occupation des sols
L'occupation des sols de la commune, telle qu'elle ressort de la base de données européenne d’occupation biophysique des sols Corine Land Cover (CLC), est marquée par l'importance des territoires agricoles (43,2 % en 2018), en diminution par rapport à 1990 (44,2 %). La répartition détaillée en 2018 est la suivante : 
cultures permanentes (36,9 %), milieux à végétation arbustive et/ou herbacée (28,7 %), eaux maritimes (12,8 %), zones humides côtières (6,4 %), zones agricoles hétérogènes (5,5 %), forêts (4,4 %), zones urbanisées (1,6 %), zones industrielles ou commerciales et réseaux de communication (1,3 %), zones humides intérieures (1,2 %), terres arables (0,8 %), mines, décharges et chantiers (0,3 %). L'évolution de l’occupation des sols de la commune et de ses infrastructures peut être observée sur les différentes représentations cartographiques du territoire : la carte de Cassini (XVIIIe siècle), la carte d'état-major (1820-1866) et les cartes ou photos aériennes de l'IGN pour la période actuelle (1950 à aujourd'hui).

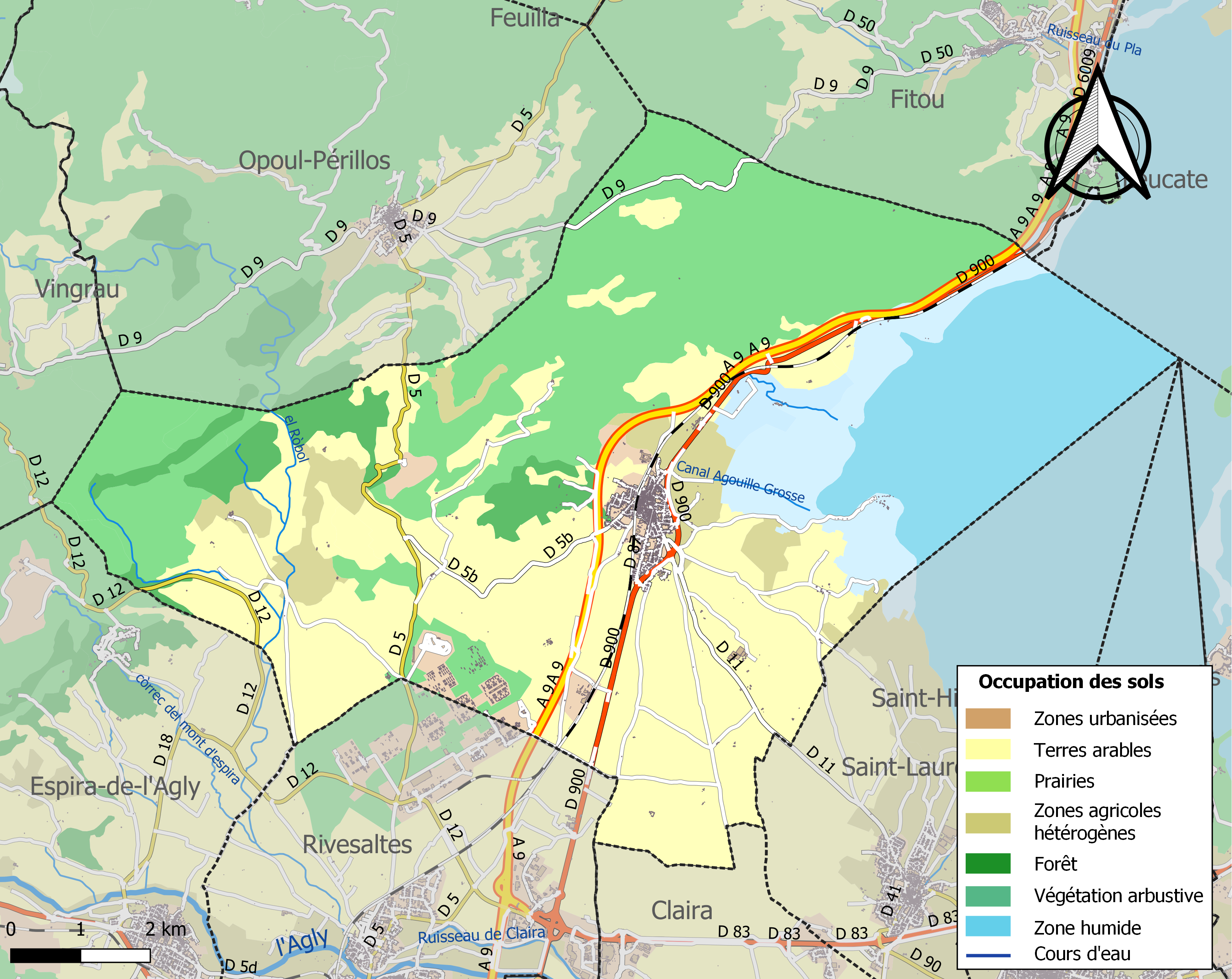
Carte des infrastructures et de l'occupation des sols de la commune en 2018 (CLC).

### Voies de communication et transports
La commune est traversée par l'autoroute A9 du nord au sud, dont la sortie la plus proche est celle de Leucate.
Elle est également traversée par la route départementale D 900 du nord au sud, en provenance de Fitou et en direction de Rivesaltes. La route départementale D 5 traverse l'ouest de la commune du nord au sud, en provenance d'Opoul-Périllos et en direction de Rivesaltes.
La ligne 503 du réseau régional liO relie la commune à la gare de Perpignan.
La ville est également dotée en son centre de la gare de Salses, desservie par des TER Occitanie. 

### Risques majeurs
Le territoire de la commune de Salses-le-Château est vulnérable à différents aléas naturels : inondations, climatiques (grand froid ou canicule), feux de forêts, mouvements de terrains et séisme (sismicité modérée). Il est également exposé à trois risques technologiques, le transport de matières dangereuses et  le risque industriel et la rupture d'un barrage,.

#### Risques naturels
Certaines parties du territoire communal sont susceptibles d’être affectées par le risque d’inondation par crue torrentielle de cours d'eau du bassin de l'Agly. et à un risque de submersion par surélévation de l'étang.
Les mouvements de terrains susceptibles de se produire sur la commune sont soit des mouvements liés au retrait-gonflement des argiles, soit des glissements de terrains, soit des effondrements liés à des cavités souterraines. Une cartographie nationale de l'aléa retrait-gonflement des argiles permet de connaître les sols argileux ou marneux susceptibles vis-à-vis de ce phénomène. L'inventaire national des cavités souterraines permet par ailleurs de localiser celles situées sur la commune.

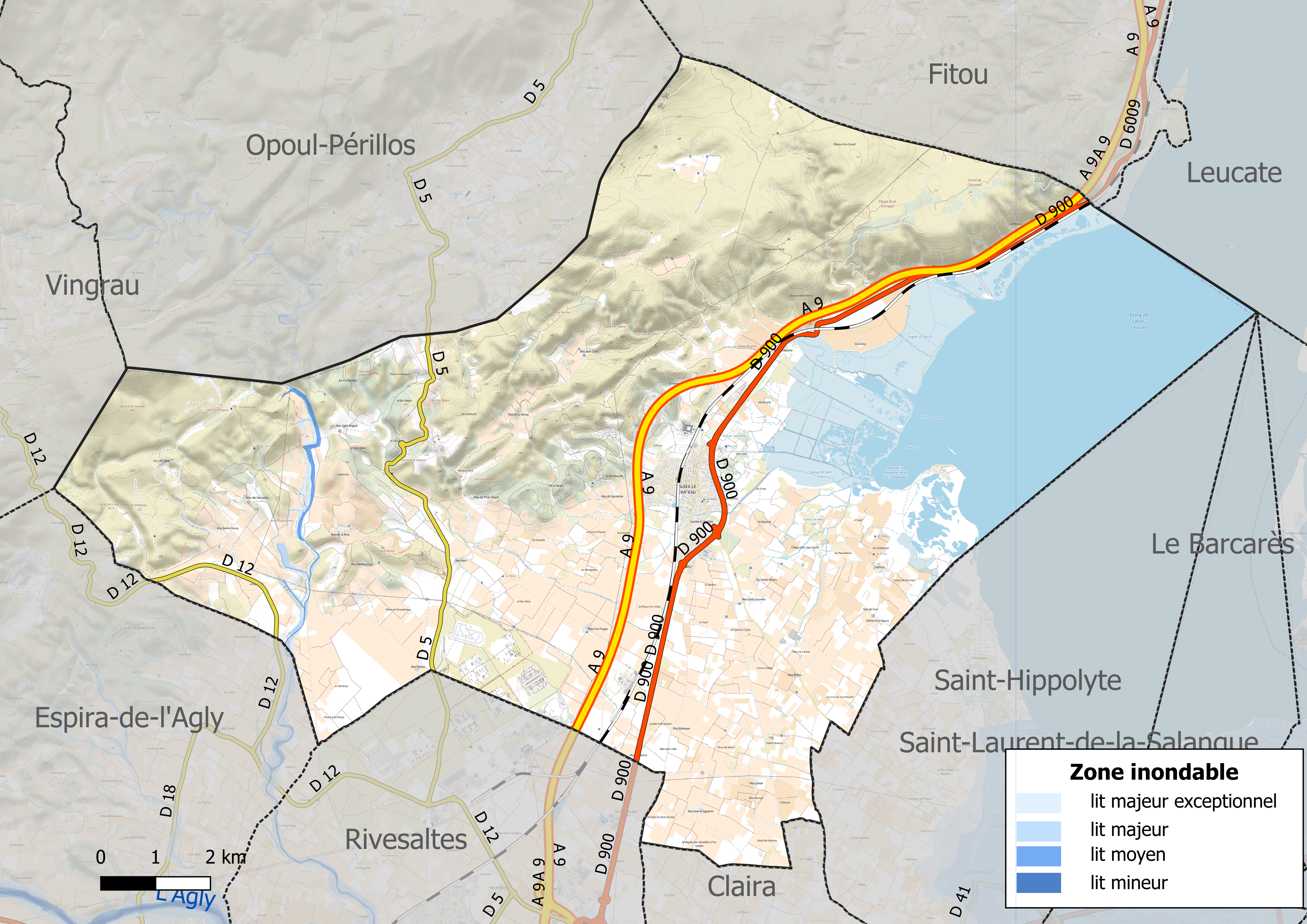
Carte des zones inondables.
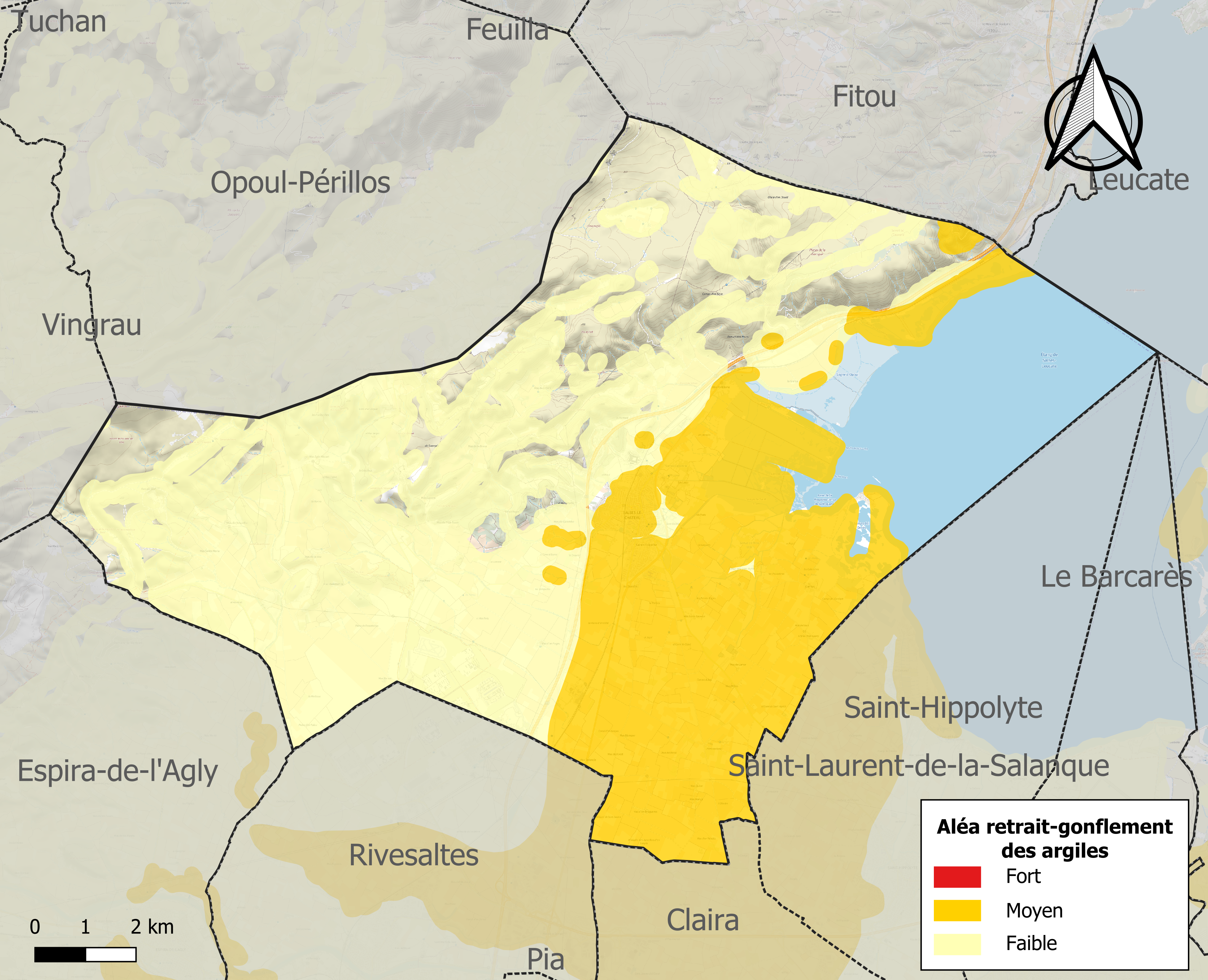
Carte des zones d'aléa retrait-gonflement des argiles.

#### Risques technologiques
La commune est exposée au risque industriel du fait de la présence sur son territoire d'une entreprise soumise à la directive européenne SEVESO.
Le risque de transport de matières dangereuses sur la commune est lié à sa traversée par des infrastructures routières et ferroviaires importantes et la présence d'une canalisation de transport de gaz. Un accident se produisant sur de telles infrastructures est en effet susceptible d’avoir des effets graves au bâti ou aux personnes jusqu’à 350 m, selon la nature du matériau transporté. Des dispositions d’urbanisme peuvent être préconisées en conséquence.
Dans le département des Pyrénées-Orientales, on dénombre sept grands barrages susceptibles d’occasionner des dégâts en cas de rupture. La commune fait partie des 66 communes susceptibles d’être touchées par l’onde de submersion consécutive à la rupture d’un de ces barrages, le barrage de Caramany sur l'Agly, un ouvrage de 57 m de hauteur construit en 1994.

## Toponymie
En catalan, le nom de la commune est Salses.
Le nom de Salses vient de ses sources magnésiennes, dite salées, au pied du massif des Corbières. Une station est déjà signalée par les Romains sur la voie domitienne sous les noms de  Salsulae fons (Ier siècle) et Salsulis (IIIe siècle). On trouve aussi le nom de villa Salsinas en 943, puis Salsans en 1047.
En 1793 ou 1801, on trouve encore utilisés indifféremment Salces ou Salses. La commune prend officiellement le nom de Salses-le-Château en 1986.

## Histoire
La Cova de l'Esperit, une grotte près de Vespella, à l'ouest sur le territoire de la commune, est l'un des plus anciens habitats de l'époque néolithique dans le département des Pyrénées-Orientales, dont la datation probable se situe entre 5500 et 5000 av. J.-C. Les vestiges livrés par le site démontrent une alimentation à base de chasse, pêche et collecte de coquillages, mais pas d'agriculture, ainsi qu'une possible domestication de la chèvre et la pratique de la poterie.
Avec ses salines, le territoire de Salses est le point de départ du Cami Salié préhistorique courant au pied des Pyrénées jusqu'aux Salies-du-Salat et de Béarn. Située sur un axe de passage fréquenté dès l'Antiquité (emprunté par les troupes d'Hannibal, ce chemin devient la voie Domitienne), Salses a par la suite une importance stratégique, aux limites des royaumes de France et d'Espagne.
La ville est prise par le général français Guichard d'Albon de Saint-André le 8 octobre 1496 et sa garnison massacrée. Après avoir récupéré la ville par traité, Ferdinand II d'Aragon fait construire (1497-1502), à proximité de ce qui fut un castrum romain, une forteresse unique en son genre, dernier avatar du château fort cherchant à s’adapter à l’artillerie : la forteresse de Salses.
La ville est prise puis perdue par les Français en 1639 (siège de Salses), puis en 1642.
À la Révolution française, la paroisse de Garrieux est rattachée à la commune de Salses.

## Politique et administration

### Politique environnementale
- Ville fleurie : une fleur attribuée par le conseil national des villes et villages fleuris de France au Concours des villes et villages fleuris.

## Population et société

### Démographie ancienne
La population est exprimée en nombre de feux (f) ou d'habitants (H).
| 1355 | 1359  | 1365 | 1378 | 1470 | 1515 | 1553 | 1709 | 1720  |
| ---- | ----- | ---- | ---- | ---- | ---- | ---- | ---- | ----- |
| 94 f | 145 f | 94 f | 69 f | 33 f | 10 f | 14 f | 53 f | 106 f |

| 1730 | 1755 | 1767  | 1774 | 1789  | 1790  | - | - | - |
| ---- | ---- | ----- | ---- | ----- | ----- | - | - | - |
| 79 f | 97 f | 428 H | 79 f | 100 f | 666 H | - | - | - |

### Démographie contemporaine
L'évolution du nombre d'habitants est connue à travers les recensements de la population effectués dans la commune depuis 1793. Pour les communes de moins de 10 000 habitants, une enquête de recensement portant sur toute la population est réalisée tous les cinq ans, les populations de référence des années intermédiaires étant quant à elles estimées par interpolation ou extrapolation. Pour la commune, le premier recensement exhaustif entrant dans le cadre du nouveau dispositif a été réalisé en 2006.

En 2022, la commune comptait 3 888 habitants, en évolution de +10,96 % par rapport à 2016 (Pyrénées-Orientales : +3,92 %, France hors Mayotte : +2,11 %).
| 1793 | 1800 | 1806 | 1821 | 1831 | 1836 | 1841  | 1846  | 1851  |
| ---- | ---- | ---- | ---- | ---- | ---- | ----- | ----- | ----- |
| 610  | 571  | 749  | 860  | 832  | 955  | 1 140 | 1 211 | 1 353 |

| 1856  | 1861  | 1866  | 1872  | 1876  | 1881  | 1886  | 1891  | 1896  |
| ----- | ----- | ----- | ----- | ----- | ----- | ----- | ----- | ----- |
| 1 496 | 1 603 | 1 704 | 1 745 | 2 150 | 2 641 | 2 375 | 2 207 | 2 054 |

| 1901  | 1906  | 1911  | 1921  | 1926  | 1931  | 1936  | 1946  | 1954  |
| ----- | ----- | ----- | ----- | ----- | ----- | ----- | ----- | ----- |
| 2 111 | 2 055 | 1 931 | 1 961 | 1 913 | 1 992 | 1 998 | 1 705 | 1 725 |

| 1962  | 1968  | 1975  | 1982  | 1990  | 1999  | 2006  | 2011  | 2016  |
| ----- | ----- | ----- | ----- | ----- | ----- | ----- | ----- | ----- |
| 1 872 | 2 009 | 2 053 | 2 098 | 2 422 | 2 513 | 2 781 | 3 155 | 3 504 |

| 2021  | 2022  | - | - | - | - | - | - | - |
| ----- | ----- | - | - | - | - | - | - | - |
| 3 752 | 3 888 | - | - | - | - | - | - | - |

| selon la population municipale des années : | 1968 | 1975 | 1982 | 1990 | 1999 | 2006 | 2009 | 2013 |
| Rang de la commune dans le département      | 31   | 28   | 38   | 30   | 36   | 38   | 35   | 37   |
| Nombre de communes du département           | 232  | 217  | 220  | 225  | 226  | 226  | 226  | 226  |

### Manifestations culturelles et festivités
- Fête patronale et communale : 3 août[72].

### Sport
Il y a une équipe et une école de rugby à XIII.

## Économie

### Revenus
En 2018, la commune compte 1 297 ménages fiscaux, regroupant 3 006 personnes. La médiane du revenu disponible par unité de consommation est de 18 800 € (19 350 € dans le département). 37 % des ménages fiscaux sont imposés (42,1 % dans le département).

### Emploi
|                | 2008   | 2013   | 2018   |
| -------------- | ------ | ------ | ------ |
| Commune        | 12,4 % | 12,2 % | 14,4 % |
| Département    | 10,3 % | 12,9 % | 13,3 % |
| France entière | 8,3 %  | 10 %   | 10 %   |

En 2018, la population âgée de 15 à 64 ans s'élève à 2 112 personnes, parmi lesquelles on compte 74,3 % d'actifs (59,9 % ayant un emploi et 14,4 % de chômeurs) et 25,7 % d'inactifs,. Depuis 2008, le taux de chômage communal (au sens du recensement) des 15-64 ans est supérieur à celui de la France et du département.
La commune fait partie de la couronne de l'aire d'attraction de Perpignan, du fait qu'au moins 15 % des actifs travaillent dans le pôle,. Elle compte 573 emplois en 2018, contre 547 en 2013 et 497 en 2008. Le nombre d'actifs ayant un emploi résidant dans la commune est de 1 276, soit un indicateur de concentration d'emploi de 44,9 % et un taux d'activité parmi les 15 ans ou plus de 55,9 %.
Sur ces 1 276 actifs de 15 ans ou plus ayant un emploi, 325 travaillent dans la commune, soit 26 % des habitants. Pour se rendre au travail, 84,3 % des habitants utilisent un véhicule personnel ou de fonction à quatre roues, 2,5 % les transports en commun, 8 % s'y rendent en deux-roues, à vélo ou à pied et 5,2 % n'ont pas besoin de transport (travail au domicile).

### Activités hors agriculture

#### Secteurs d'activités
202 établissements sont implantés  à Salses-le-Château au 31 décembre 2019. Le tableau ci-dessous en détaille le nombre par secteur d'activité et compare les ratios avec ceux du département,.
| Secteur d'activité                                                                                        | Commune | Commune | Département |
| Secteur d'activité                                                                                        | Nombre  | %       | %           |
| --- | ------- | ------- | ----------- |
| Ensemble                                                                                                  | 202     | 100 %   | (100 %)     |
| Industrie manufacturière, industries extractives et autres                                                | 20      | 9,9 %   | (8,7 %)     |
| Construction                                                                                              | 36      | 17,8 %  | (14,3 %)    |
| Commerce de gros et de détail, transports, hébergement et restauration                                    | 62      | 30,7 %  | (30,5 %)    |
| Information et communication                                                                              | 4       | 2 %     | (1,9 %)     |
| Activités financières et d'assurance                                                                      | 5       | 2,5 %   | (3 %)       |
| Activités immobilières                                                                                    | 6       | 3 %     | (6,2 %)     |
| Activités spécialisées, scientifiques et techniques et activités de services administratifs et de soutien | 17      | 8,4 %   | (13 %)      |
| Administration publique, enseignement, santé humaine et action sociale                                    | 32      | 15,8 %  | (13,9 %)    |
| Autres activités de services                                                                              | 20      | 9,9 %   | (8,5 %)     |

Le secteur du commerce de gros et de détail, des transports, de l'hébergement et de la restauration est prépondérant sur la commune puisqu'il représente 30,7 % du nombre total d'établissements de la commune (62 sur les 202 entreprises implantées  à Salses-le-Château), contre 30,5 % au niveau départemental.

#### Entreprises et commerces
Les cinq entreprises ayant leur siège social sur le territoire communal qui génèrent le plus de chiffre d'affaires en 2020 sont : 
- Transport Salva, transports routiers de fret interurbains (7 213 k€)
- Sabliere De La Salanque, exploitation de gravières et sablières, extraction d'argiles et de kaolin (4 062 k€)
- Extramer, aquaculture en mer (1 861 k€)
- Pro Eco Habitat, ingénierie, études techniques (696 k€)
- Cerezo, boulangerie et boulangerie-pâtisserie (345 k€)

### Agriculture
La commune est dans la « plaine du Roussillon », une petite région agricole occupant la bande côtière et une grande partie centrale du département des Pyrénées-Orientales. En 2020, l'orientation technico-économique de l'agriculture  sur la commune est la culture de fruits ou d'autres cultures permanentes.
|               | 1988  | 2000  | 2010 | 2020  |
| ------------- | ----- | ----- | ---- | ----- |
| Exploitations | 185   | 131   | 63   | 66    |
| SAU (ha)      | 1 361 | 1 153 | 792  | 1 258 |

Le nombre d'exploitations agricoles en activité et ayant leur siège dans la commune est passé de 185 lors du recensement agricole de 1988  à 131 en 2000 puis à 63 en 2010 et enfin à 66 en 2020, soit une baisse de 64 % en 32 ans. Le même mouvement est observé à l'échelle du département qui a perdu pendant cette période 73 % de ses exploitations,. La surface agricole utilisée sur la commune a également diminué, passant de 1361 ha en 1988 à 1258 ha en 2020. Parallèlement la surface agricole utilisée moyenne par exploitation a augmenté, passant de 7 à 19 ha.

## Culture locale et patrimoine

### Monuments et lieux touristiques
- La forteresse de Salses ( Classé MH (1886)) : ouvrage militaire construit entre 1497 et 1502 ;
- L'église Saint-Étienne de Salses : construite vers 1693[78]. L'édifice est référencé dans la base Mérimée et à l'Inventaire général Région Occitanie[79]. De nombreux objets sont référencés dans la base Palissy (voir les notices liées)[79].
- L'église Sainte-Cécile de Garrieux : église romane ;
- Chapelle Saint-Sébastien du fort de Salses ;
- Le café de la Loge ( Inscrit MH (2014)) : café-restaurant du XIXe siècle ;
- La Porte des Pays catalans : œuvre du sculpteur Emili Armengol, inaugurée en 2003.
- La maison de Claude Simon[80] ( Inscrit MH (2023))

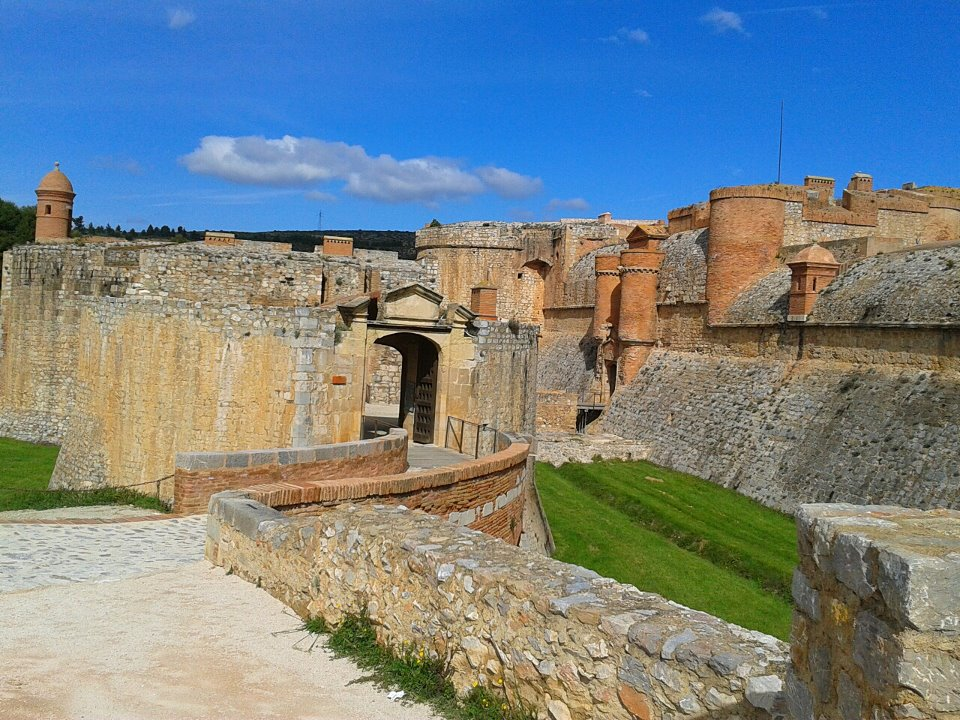
La forteresse de Salses.
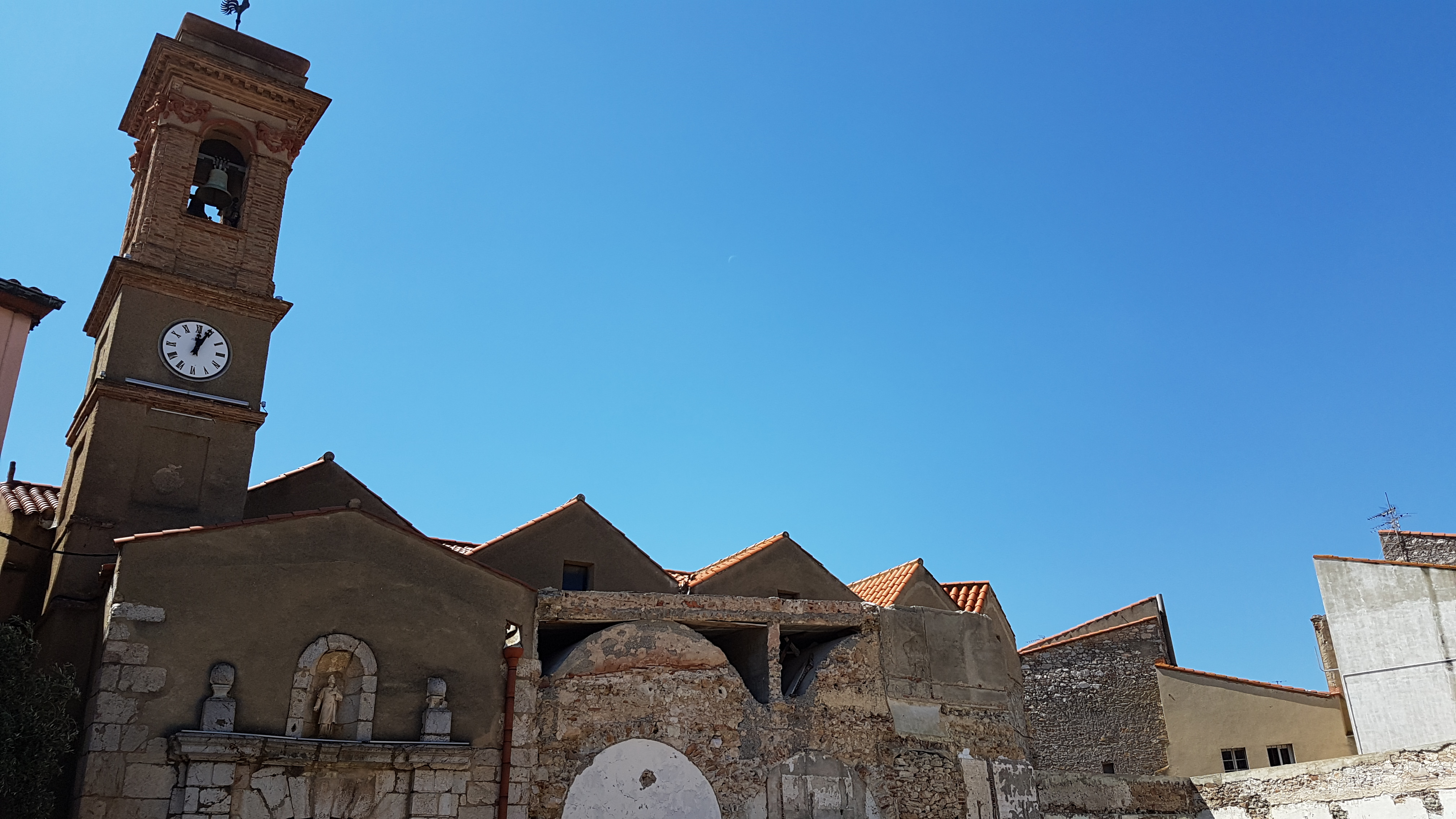
L'église Saint-Étienne.
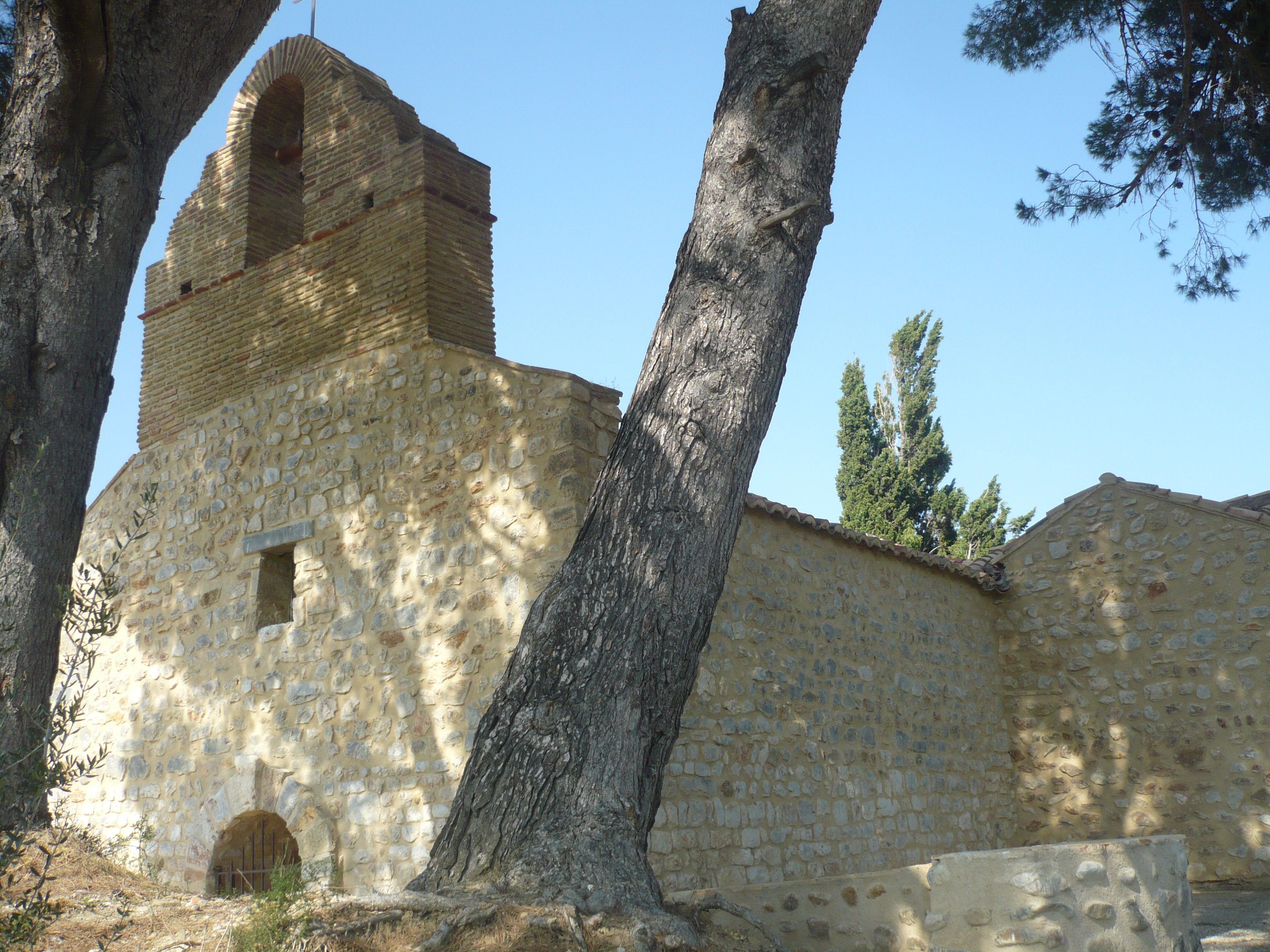
L'église Sainte-Cécile.
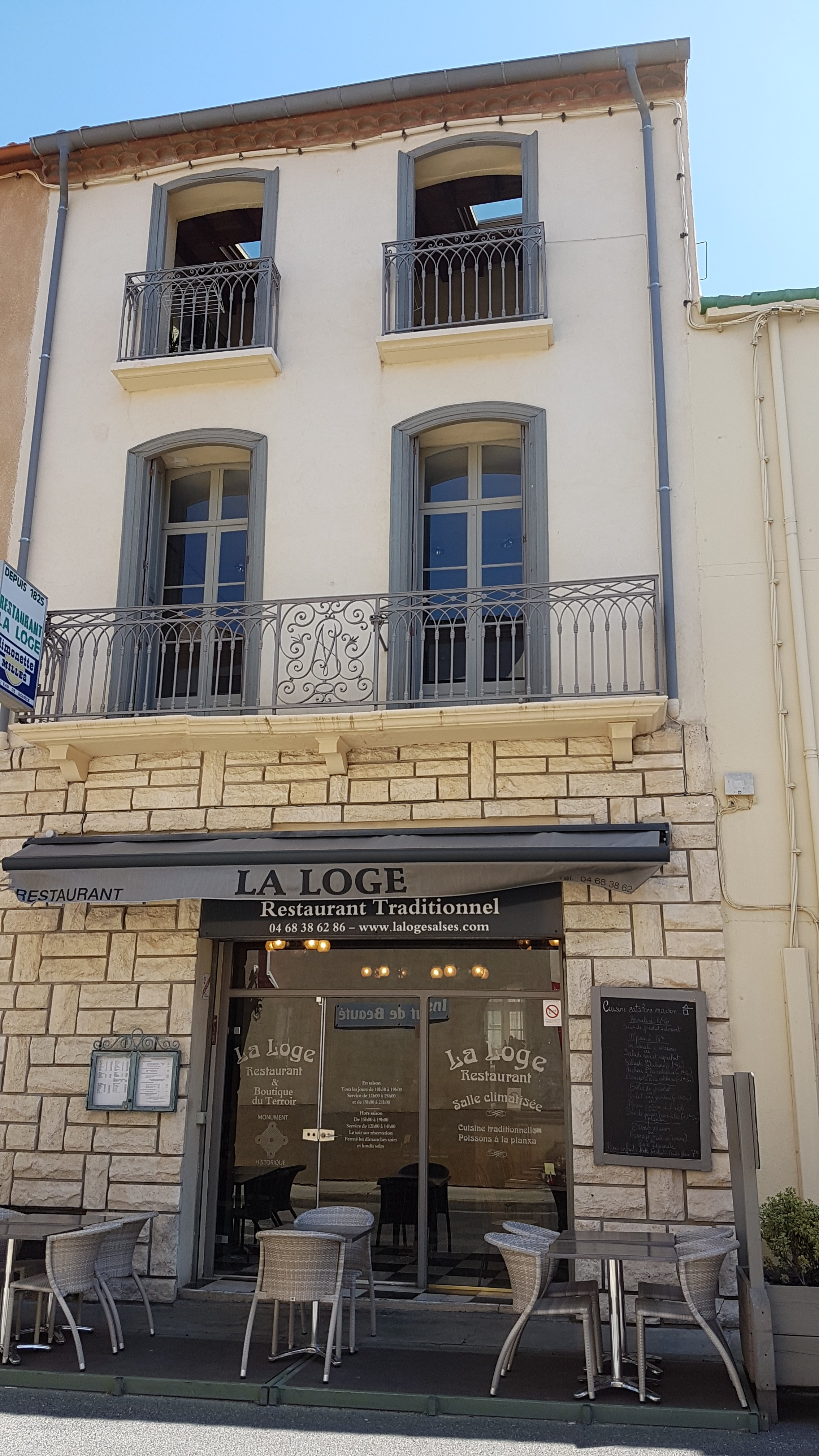
Le café de la Loge.
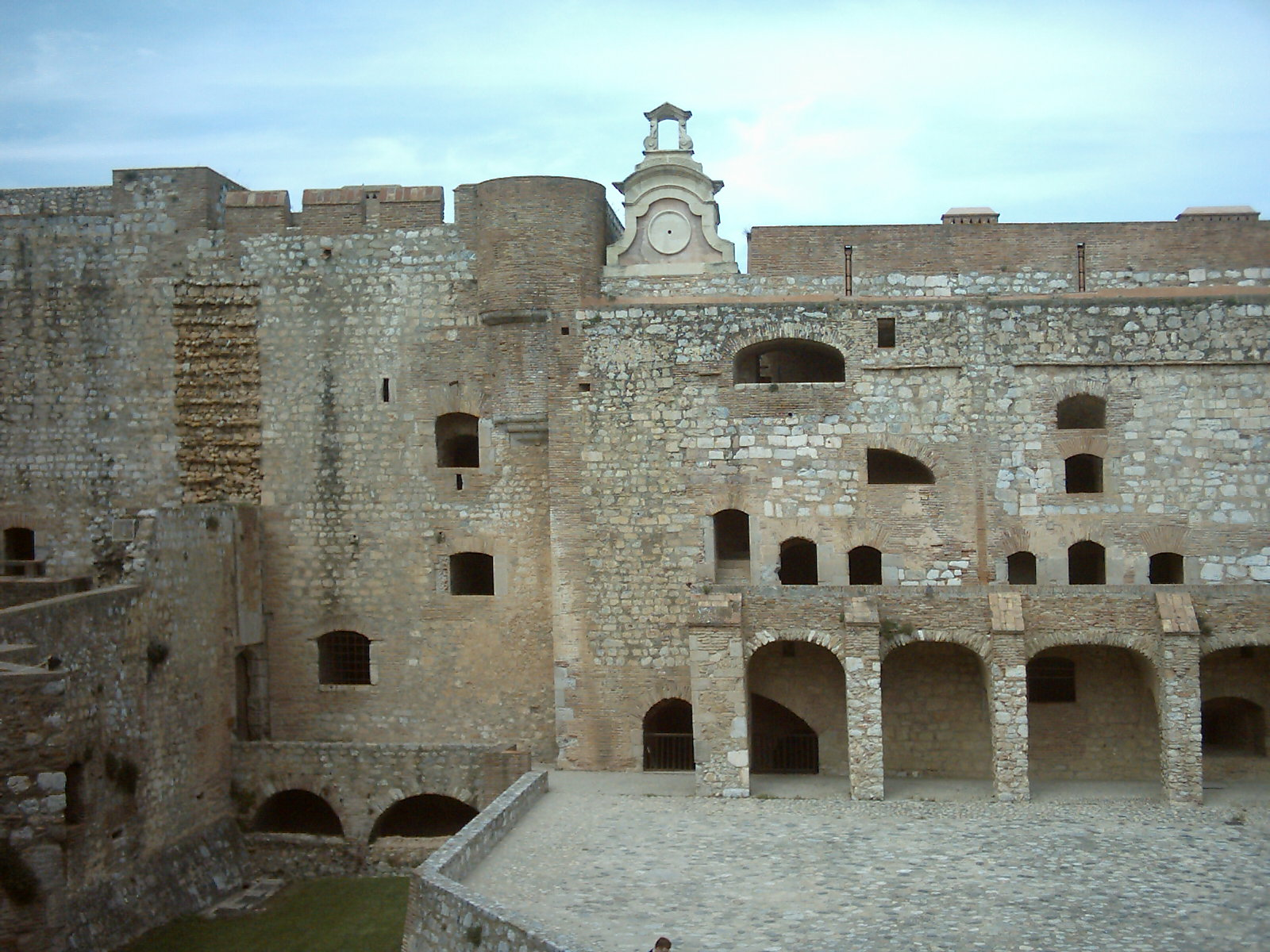
Chapelle Saint-Sébastien du fort de Salses

### Patrimoine environnemental
- La Font Estramar, une source salée, a été explorée en plongée autonome jusqu'à -205 m.

### Personnalités liées à la commune
- Mathieu Henri Marchant de La Houlière (1717-1793), général des armées de la République, est mort par suicide à Salses ;
- Claude Simon (1913-2005), écrivain et prix Nobel de littérature a vécu à Salses ;
- Michel Trilles (1916-1970), joueur de rugby à XIII est né à Salses ;
- Arthur Conte (1920-2013), homme politique, journaliste et écrivain est né à Salses ;
- Maurice Auzeville (1926-2003), ténor à l'Opéra de Paris est né à Salses ;
- Doriane Vidal (1976-), snowboardeuse française, médaillée d'argent aux Jeux olympiques d'hiver de 2002 possède un domaine viticole à Salses[81].

### Héraldique
| Blason de Salses-le-Château | Blason  | D'azur à saint Étienne au naturel, sur une terrasse d'or, tenant de sa main dextre une palme de sinople et de sa senestre un livre d'argent accompagné de six fleurs de lis d'or rangées en pal, trois à dextre et trois à senestre. |
| Blason de Salses-le-Château | Détails | Le statut officiel du blason reste à déterminer. |